# 三木蒐一
三木 蒐一（みき しゅういち、1907年（明治40年）9月8日 - 1966年（昭和41年）12月27日）は、日本の小説家、編集者。
東京生まれ。本名は風間真一。1932年、早稲田大学英文科卒業。実業之日本社に勤務するかたわら「早稲田文学」や「文芸首都」の同人となり、作品を発表。1937年博文館に転じ、「講談雑誌」の編集に従事。雑誌「新青年」の編集者でもあった。
戦前から、三木蒐一の筆名でジョンストン・マッカレーの『地下鉄サム』に影響された小説「地下鉄伸公」などを書いた。
弟に画家の風間完、妹に随筆家の十返千鶴子。

## 著書
- 『真人間』〈博文館文庫：202〉（1940年、博文館）
- 『軍艦出動！』〈ユーモア文庫〉（1942年、東成社）
- 『美しき星座』（1942年、室戸書房）
- 『浅草新景』（1946年、大元社）
- 『婦人化粧室』（1947年、大衆社）
- 『地下鉄伸公』〈ユーモア小説全集：18〉（1952年、東成社）
- 『浅草伸公』（1956年、優文社）
- 『地下鉄伸公』（1956年、榊原書店）
- 『地下鉄伸公　続』（1956年、榊原書店）
- 『江戸ッ子伸公』（1956年、優文社）
- 『地下鉄伸公　続々』（1956年、榊原書店）
- 『伸公伊達姿』（1957年、雄文社）